# Xã Roaring Creek, Quận Columbia, Pennsylvania
Xã Roaring Creek (tiếng Anh: Roaring Creek Township) là một xã thuộc quận Columbia, tiểu bang Pennsylvania, Hoa Kỳ. Năm 2010, dân số của xã này là 545 người.